# Médaille d'Étoile d'Or (Azerbaïdjan)
La médaille d'Étoile d'Or est la récompense de l'État de la République d'Azerbaïdjan.

## Histoire
Le prix a été créé le 10 novembre 1992.